# Lamkeuneung
Lamkeuneung is een bestuurslaag in het regentschap Aceh Besar van de provincie Atjeh, Indonesië. Lamkeuneung telt 506 inwoners (volkstelling 2010).